# Paranais multisetosa
Paranais multisetosa är en ringmaskart som beskrevs av Finogenova 1972. Paranais multisetosa ingår i släktet Paranais och familjen glattmaskar. Inga underarter finns listade i Catalogue of Life.